# Coppa Bernocchi 1940
De 22e editie van de wielerwedstrijd Coppa Bernocchi werd gehouden op 15 september 1940. De wedstrijd begon Legnano in en eindigde na 160,8 kilometer in Legnano. De titelverdediger was de Italiaan Adolfo Leoni. De Italiaan Aldo Bini won deze wedstrijd 

## Uitslag
| Einduitslag |                       |         |          |
| Plaats      | Naam                  | Ploeg   | Tijd     |
| 1           | Aldo Bini             | Bianchi | 4u09'05" |
| 2           | Cino Cinelli          | Bianchi | z.t.     |
| 3           | Adolfo Leoni          | Bianchi | z.t.     |
| 4           | Pierino Favalli       | Legnano | z.t.     |
| 5           | Olimpio Bizzi         | Bianchi | z.t.     |
| 6           | Severino Canavesi     | Gloria  | z.t.     |
| 7           | Osvaldo Bailo         | Gerbi   | z.t.     |
| 8           | Enrico Mara           |         | z.t.     |
| 9           | Serafino Santambrogio |         | z.t.     |
| 10          | Pietro Rimoldi        | Olympia | z.t.     |

1919 · 1920 · 1921 · 1922 · 1923 · 1924 · 1925 · 1926 · 1927 · 1928 · 1929 · 1930 · 1931 · 1932 · 1933 · 1934 · 1935 · 1936 · 1937 · 1938 · 1939 · 1940 · 1941 · 1942 · 1943 · 1944 · 1945 · 1946 · 1947 · 1948 · 1949 · 1950 · 1951 · 1952 · 1953 · 1954 · 1955 · 1956 · 1957 · 1958 · 1959 · 1960 · 1961 · 1962 · 1963 · 1964 · 1965 · 1966 · 1967 · 1968 · 1969 · 1970 · 1971 · 1972 · 1973 · 1974 · 1975 · 1976 · 1977 · 1978 · 1979 · 1980 · 1981 · 1982 · 1983 · 1984 · 1985 · 1986 · 1987 · 1988 · 1989 · 1990 · 1991 · 1992 · 1993 · 1994 · 1995 · 1996 · 1997 · 1998 · 1999 · 2000 · 2001 · 2002 · 2003 · 2004 · 2005 · 2006 · 2007 · 2008 · 2009 · 2010 · 2011 · 2012 · 2013 · 2014 · 2015 · 2016 · 2017 · 2018 · 2019 · 2020 · 2021 · 2022 · 2023 · 2024